# Intortus

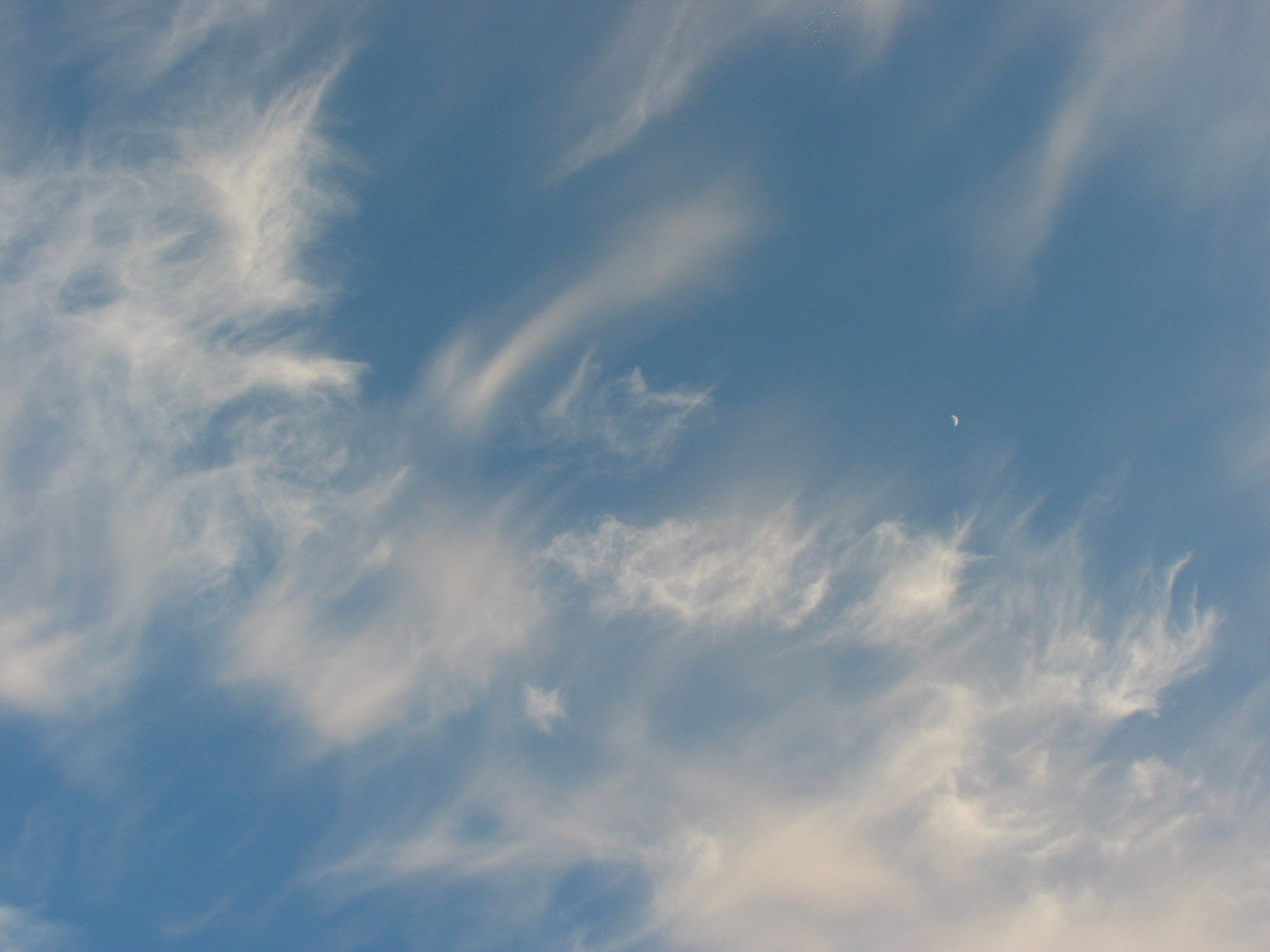
Cirrus fibratus intortus

L’intortus (latin pour entortillé) est une variété de cirrus dont les filaments sont incurvés très irrégulièrement et semblent enchevêtrés,. Ce terme ne s'applique qu'aux cirrus.